# Santen (kokos)
Santen of creamed coconut (Indonesisch: santan) is de vloeistof die verkregen wordt door geraspte kokos (het vruchtvlees van een kokosnoot) te mengen met warm water en dit mengsel vervolgens uit te knijpen.
In de toko en in supermarkten is santen te koop in vloeibare vorm (in pakken of blikken) en in vaste vorm (in geconcentreerde blokken).